# Adios
Adios är ett musikalbum med KMFDM som släpptes 1999. Det var ursprungligen framtaget som gruppens avskedsskiva till deras länge använda skivbolag Wax Trax! Men den innebar också hela KMFDM:s splittring, åtminstone för en tid. Till och med denna skiva medverkade även En Esch och Günter Schulz som efter detta bildade gruppen Slick Idiot. Efter uppbrottet bildade grundaren Sascha Konietzko en ny grupp, MDFMK, innan han återskapade KMFDM utan En Esch och Schulz.  

## Låtlista
| Nr  | Titel            | Längd | Notering                                |
| --- | ---------------- | ----- | --------------------------------------- |
| 1.  | Adios            |       | Sascha Konietzko, Tim Skold             |
| 2.  | Sycophant        |       | Konietzko, Skold                        |
| 3.  | D.I.Y.           |       | Konietzko, Skold                        |
| 4.  | Today            |       | Konietzko, Skold                        |
| 5.  | Witness          |       | Konietzko, Skold, Nina Hagen            |
| 6.  | R.U.OK?          |       | Konietzko, Skold                        |
| 7.  | That's All       |       | Konietzko, Skold, Ogre,En Esch          |
| 8.  | Full Worm Garden |       | Konietzko, Skold, Ogre, William Rieflin |
| 9.  | Rubicon          |       | Konietzko, Skold                        |
| 10. | Bereit           |       | Konietzko, Skold, Esch                  |

## Medverkande
- Sascha Konietzko: sång, programmering, gitarr (10)
- Tim Skold: sång, programmering, basgitarr (9)
- Günter Schulz: gitarr (1, 3, 7, 9, 10)
- Cheryl Wilson: sång (2, 4, 7, 9)
- En Esch: slagverk (2), sång (3, 7, 10), programmering (7)
- Frank Chotai: programmering (4)
- Paul de Carli: digital redigering (4)
- Nina Hagen: sång (5, 10)
- Ogre: sång (7, 8)
- William Rieflin: programmering (8)